# Saint-Inglevert
Saint-Inglevert är en kommun i departementet Pas-de-Calais i regionen Hauts-de-France i norra Frankrike. Kommunen ligger i kantonen Marquise som tillhör arrondissementet Boulogne-sur-Mer. År 2022 hade Saint-Inglevert 814 invånare.

## Befolkningsutveckling
Antalet invånare i kommunen Saint-Inglevert
| Referens: INSEE |